# Alessandro Del Piero
Alessandro "Alex" Del Piero(San Vendemiano, 1974. november 9. –) világbajnok olasz labdarúgó.
Kedvenc pozíciója az Olaszországban "Trequartista" néven ismert támogató csatár poszt, általában ezen a poszton is játszik, de remekül elboldogul bal szélső középpályásként is. Nem a magasabb csatárok közül való, de a legkreatívabb játékosok egyike. A legjobb szabadrúgáslövők között tartják számon.

## Magánélet
Alessandro Del Piero 1974. november 9-én született az észak-olaszországi San Vendemianóban. Apja, Gino (villanyszerelő volt, 2001 februárjában halt meg), anyja, Bruna háztartásbeli. Van egy 9 évvel idősebb bátyja, Stefano.
Gyerekkorában egy kis falusi birtokon élt családjával, aminek a kertjében már akkor is éjjel-nappal rúgta a bőrt. Már ekkor látszott, hogy a fiúból labdarúgó lesz. Először csatárként kezdte, de ekkoriban gyakran lebetegedett, ezért az anyja megkérte, hogy Alex a kapuban játsszon, mert akkor kevesebbszer lenne beteg. Azonban a labda iránti szeretet nagyobb volt, mint az anyai kérés.
Del Piero házasságban él Sonia Amoruso-val. 1999-ben ismerkedtek meg és 2005-ben kötötték meg házasságukat. 2007 októberében megszületett első gyermekük, Sonia a Tobias Del Piero nevet adta a gyermeknek.
Alex sok pénzt költ adományokra. Kedvenc zenekarai: az Oasis, a Rolling Stones, a U2 (általában élő koncert). Szereti a francia konyhát és a tésztákat. Kedvenc itala az ásványvíz. Saját bevallása szerint imád autót vezetni. Szeret kosarazni (kedvenc játékosa Steve Nash), olvasni, konzolon játszani, zenét hallgatni.

## Pályafutása

### Padova
16 éves korában, 1991-ben csatlakozott a Padova csapatához. Első szezonjában, a másodosztályban 4 alkalommal lépett pályára. A következő szezonban 10 mérkőzésen egy gólt szerzett.

### Juventus
1993 nyarán igazolt Padovából Torinóba. Tehetségére már 17 évesen felfigyelt a Milan, de végül a Juventust választotta. 1993 szeptemberében mutatkozott be új csapatában a Foggia ellen. A következő meccsén, csereként beállva szerezte első gólját a Reggiana ellen. Első alkalommal, amikor a kezdőcsapatba jelölték a Parma ellen mesterhármast ért el. Egy szezonnal később a Juventussal 1995-ben megnyerte az olasz Serie A-t. Ezt további hat alkalom követte (1997, 1998, 2002, 2003, 2005, 2006). 1996-ban a Bajnokok Ligájában és az Interkontinentális kupán is diadalmaskodott csapatával. Legjobban az 1997-98-as szezonban játszott. Az olasz bajnokságban 21 találatig jutott, a Bajnokok Ligája gólkirálya lett 10 góljával. A BL-döntőt viszont csapata elveszítette.
1998 novemberében az Udinese elleni mérkőzésen súlyos sérülést szenvedett, aminek következtében ki kellett hagynia a szezon további részét. A csapatán meg is látszott a hiánya, hiszen az előző két szezon után csak a 6. helyet sikerült megszerezniük.
1999 nyarán kezdte el újra a teljes intenzitású edzéseket, és a nyári Intertotó-kupa mérkőzéseken már pályára is lépett. A Juventus ekkor – Marcello Lippi februári távozása után – már Carlo Ancelotti vezetése alatt állt, célja a bajnoki cím visszahódítása volt. Del Piero furcsa idényt produkált: bár nem ment neki rosszul a játék, akcióból egyszerűen nem sikerült betalálnia. Erre a Parma elleni, utolsó előtti fordulóig kellett várni, de hiába tűnt ekkor már bajnoknak a csapata, a Juventus végül elbukta a scudettót a Lazio ellenében. Az idény végén Del Piero elkezdte a felkészülést az Európa-bajnokságra. Az olasz válogatott remekül focizott a tornán, Del Piero is kitett magáért, de a franciák elleni döntőben 1-0-s olasz vezetésnél két nagy helyzetet is kihagyott, az ellenfél pedig megfordította az eredményt. Del Piero a találkozó után magára vállalta a felelősséget a vereségért.
Ilyen lelkiállapotban várta a 2000-2001-es szezont. Amely jól indult számára, hiszen a nápolyi nyitómérkőzésen egy klasszikus, Del Piero-szögből leadott lövésével a Juventus megnyerte a találkozót. Aztán a folytatás már nem volt ilyen parádés: a Juve már a csoportmérkőzések során kiesett a Bajnokok Ligája küzdelmeiből, Del Piero pedig nem találta a játék ritmusát. Ekkor már sokan leírták őt. 2001 év elején édesapja elhunyt, azon a hétvégén Alex – óriási lelkierőről téve tanúbizonyságot – vállalta a játékot a Bari elleni idegenbeli bajnoki mérkőzésen. Ancelotti csereként küldte őt be 0-0-nál, Del Piero pedig pályafutása egyik legszebb gólját elérve megnyerte a Juventusnak a találkozót. Ezzel megtört a jég: bár a Juventus ismét csak második lett a bajnokságban, Del Piero tavasszal már remekül focizott, sok gólt ért el, láthatóan kezdte visszanyerni formáját.
2003-ban ismét a Bajnokok Ligája döntőjébe jutott a Juvéval, ahol a Milántól tizenegyespárbaj során kaptak ki.
A 2004-es Eb után a Juventus új edzőt alkalmazott Fabio Capello személyében. Del Piero helyett inkább Zlatan Ibrahimovicot játszatta. Alex így is 14 góllal járult hozzá csapata 28. bajnoki címéhez.
A 2006 nyarán kirobbant bundabotrány következtében a Juventust a másodosztályba sorolták, ahol pontlevonással kellett indulniuk, és előző 2 évi scudettojukat is elvették tőlük. Sok sztár elhagyta a csapatot, de Del Piero kitartott csapata mellett. -9 pontról indulva is toronymagasan megnyerték a bajnokságot. Ebben a szezonban Del Piero 21 találatával gólkirály lett.
Del Piero 2007-ben a Juventus legtöbbször pályára lépett játékosává vált, amikor is utolérte a legenda, Gaetano Scirea 552 meccses rekordját. Del Piero továbbá a Juventus legtöbb gólt szerzett játékosa is egyben. A Capitano a 2007/2008-as szezonban ismét régi önmagát adja, így az olasz nép akarata értelmében Roberto Donadoni behívta az Európa Bajnokságra utazó keretbe. Ebben nagy szerepet játszott továbbá, hogy Del Piero nyerte meg a 2007-es olasz gólkirályi címet 21 góllal. Ezzel ő a második ember a történelemben (Paolo Rossi után), aki képes volt egymás utáni két évben megnyerni a Serie B és a Seria A gólkirályi címét is.
18 év alatt klubja legfőbb szimbólumává vált. 2012-ben lejátszotta 700. tétmeccsét a Juventus színeiben a Lazio elleni hazai bajnoki mérkőzésen, melyen győztes gólt szerzett.

### Sydney
Alex a 2011-2012-es szezon végén bejelentette visszavonulását, majd hosszas gondolkodás után úgy döntött, hogy folytatja, és az ausztrál Sydney FC-ben "vezet le". A fő célja, amiért ide igazolt, és amelyet mindig hangoztat, hogy Beckham-hez hasonlóan ő Ausztráliában népszerűsítse a labdarúgást. 2013 év elején pedig egy újabb évre aláírt a csapattal, majd 2014-ben visszavonult.

### Válogatott
Az olasz válogatottban első fontosabb mérkőzésére a 96-os Európa Bajnokságon került sor. Oroszország ellen az első félidőben játszott, de a sorozatban nem lépett többet pályára, mivel az olaszok kiestek az első körben.
Az 1998-as francia világbajnokságon nem volt 100%-os, mivel a Bajnokok Ligája döntőben sérülést szedett össze.
Az Európa Bajnokságon 2000-ben Olaszország egészen a döntőig menetelt, ahol Franciaországgal találkozott a csapat. 1-0-s olasz előnynél Del Piero 2 nagy helyeztet kihagyott. A rendes játékidő végén a franciák egyenlítettek, majd a hosszabbításban újabb gólt szereztek. Így az olaszok ezüstéremmel búcsúztak.
2002-ben a világbajnokságon ismét játszott. A csoportkör utolsó mérkőzésén az olaszok Mexikóval játszottak. Del Piero csereként állt be. Első labdaérintésével gólt szerzett, így csapatát a legjobb 16 közé juttatta. A következő ellenfél – a házigazda – Dél-Korea volt. Ezen a mérkőzésen a bíró közreműködésével a hazaiak jutottak tovább, így az olaszok elbúcsúztak a további mérkőzésektől.
2006-ban Németország rendezte a világbajnokságot. A csoportmérkőzések során Del Piero kétszer is csereként állt be.
A kieséses szakaszban már aktívabb volt. Játszott Ausztrália ellen, majd az elődöntőben a házigazda németek ellen ismét csereként lépett pályára. A mérkőzésen egészen a 119. percig 0-0 volt az állás. A csapatok lélekben már a tizenegyesekre készültek. Az utolsó percben Fabio Grosso szerzett vezetést. Egy perccel később Del Piero adta meg a kegyelemdöfést a németeknek. A végeredmény 2-0 lett, így az olasz válogatott a döntőbe jutott. Del Piero ezzel a góljával a világbajnokságok történetének legkésőbbi gólját szerezte.
A döntőben a 2000-es Eb után ismét a franciákkal találta szembe magát Olaszország. Zidane, illetve Materazzi góljával 1-1 lett a rendes játékidő vége. A hosszabbításban sem sikerült döntenie a csapatoknak. Jöhettek a büntetők. Az első körben senki sem hibázott, majd a másodikban, Alex Juventus-beli csatártársa, David Trezeguet a felső lécre bombázott. Del Piero a 4. körben lőtte be a maga tizenegyesét, majd végül Fabio Grosso is értékesítette a sajátját. Olaszország 5-3 arányban megnyerte a tizenegyespárbajt, így a kékek 24 év után ismét világbajnokságot nyertek.
Alex a válogatottban korábban a 10-es számban játszott. Később ezt a számot Totti kapta, Del Piero pedig a hetest választotta magának. Del Pieronak a 2006-os világbajnokság óta többször felajánlották a 10-es mezt, de ő megmaradt a 7-esnél, mivel abban a mezben nyerte meg a világbajnokságot.
2008-ban Del Piero az osztrák-svájci Európa-bajnokságon is részt vett, azonban a 2010-es labdarúgó-világbajnokságon a csoportkör során búcsúzó olasz válogatott keretének nem volt tagja.

## Sikerei, díjai
Juventus
- Serie A (6): 1994–95, 1996–97, 1997–98, 2001–02, 2002–03, 2011–12 (még 2004–05-ben és 2005–06-ban is megnyerte, de a calciopoli miatt elvették)
- Coppa Italia (1): 1994–95. Ezüst érmes: 2001–02, 2003–04, 2011-12
- Supercoppa Italiana (4): 1995, 1997, 2002, 2003. Ezüst érmes: 1998, 2005
- UEFA-bajnokok ligája (1): 1995–96. Ezüst érmes: 1996–97, 1997–98, 2002–03
- UEFA-szuperkupa (1): 1996
- Interkontinentális kupa (1): 1996
- Intertotó-kupa (1): 1999
- Serie B (1): 2006–2007

Olaszország
- Világbajnok (1): 2006

## Önéletírása magyarul
- Alessandro Del Piero: Játsszunk még!; közrem. Maurizio Crosetti, ford. Sarkadi Zoltán; Akadémiai, Bp., 2013